# Daniel Carlsson (Rallyefahrer)

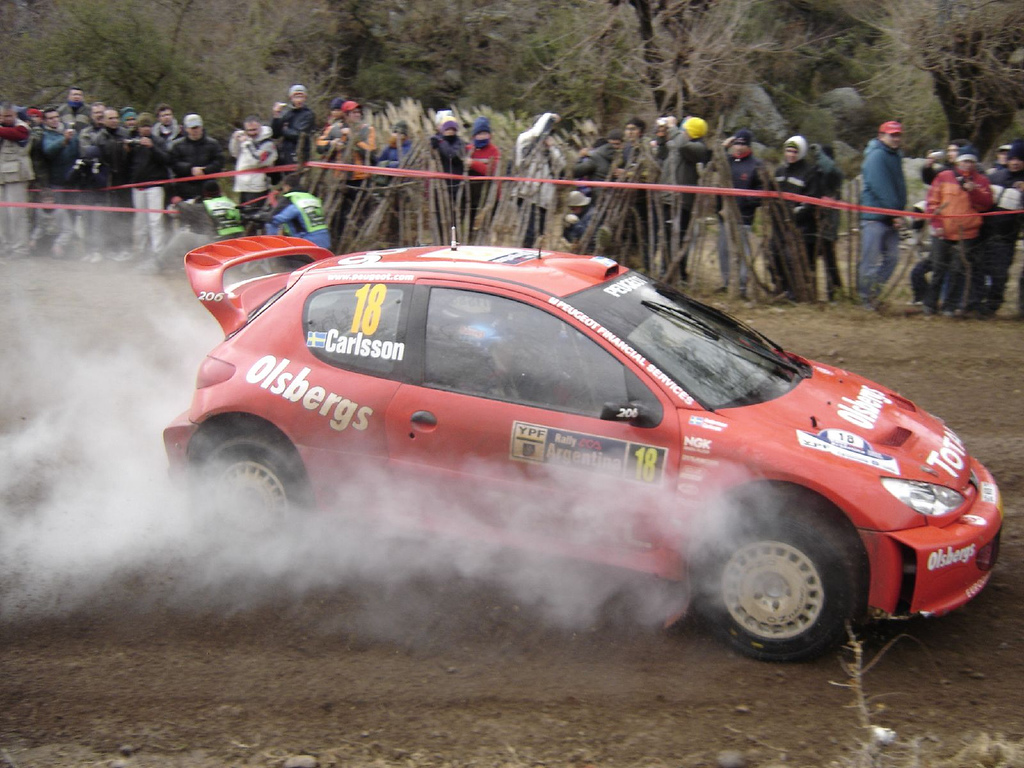
Carlsson im Peugeot 206 (2005 Rallye Argentinien)

Daniel Carlsson (* 29. Juni 1976) ist ein schwedischer Rallyefahrer.

## Karriere
Bei der Rallye-Weltmeisterschaft 2005 bekam Carlsson den Peugeot von Markko Märtin für den Rest der Saison überlassen, nachdem Märtins Beifahrer Michael Park bei der Rallye Wales ums Leben gekommen war. 2006 wurde er bei der Rallye Schweden Dritter. Er fährt Rallyes mit seinem Copiloten Jan Svanström.

## Kontroversen
Obwohl sich Daniel Carlsson als Aushängeschild für die Kampagne KörNykter.nu (dt. Fahre nüchtern – jetzt!) zur Verfügung stellte, wurde er am frühen Morgen des 22. Juni 2008 in der Gemeinde Kil (Provinz Värmland) dabei beobachtet, dass er einer örtlichen Polizeikontrolle ausweichen wollte. Er stellte sein Auto ab, flüchtete zu Fuß weiter, wurde aber bald darauf gestellt. Bei einer Blutuntersuchung wurde festgestellt, dass der Rallyefahrer unter Alkoholeinfluss stand. Tags darauf gestand er in einer Pressemitteilung auf seiner Website seinen Fehler ein, legte den Posten in der Anti-Alkohol-Kampagne nieder und zog sich vorübergehend vom aktiven Rallyesportgeschehen zurück.  

## WRC-Teams
- 2000–2001 Toyota
- 2002–2004 Ford
- 2005 Peugeot
- 2006 Mitsubishi
- 2007 Citroën
- 2008 Peugeot

## Erfolge
- 1998 Platz 2 Schwedische Junior Rallye Championship
- 1999 Platz 2 Schwedische Junior Rallye Championship
- 1999 Platz 1 Schwedische Junior Rallye Championship Gruppe H
- 2002 Platz 1 Rallye Schweden Gruppe N
- 2006 Platz 3 Rallye Schweden WRC